# 六韜
『六韜』（りくとう）は、中国の代表的な兵法書で、武経七書の一つ。このうちの『三略』と併称される。「韜」は剣や弓などを入れる袋の意味である。一巻に「文韜」「武韜」、二巻に「龍韜」「虎韜」、三巻に「豹韜」「犬韜」の60編から成り、全編が太公望呂尚が周の文王・武王に兵学を指南する設定で構成されている。中でも「虎の巻（虎韜）」は、兵法の代名詞として慣用句にもなっている。

## 構成
第一巻
- 「文韜」 - 戦争をするための国の治め方と、政治の在り方を講じている。
- 「武韜」 - 戦争前の自国を有利にし、敵国を不利にするための国家戦略を講じている。

第二巻
- 「龍韜」 - 軍隊組織の構築と、将軍将校の任命を講じている。
- 「虎韜」 - 基本的戦場（平野）での戦術、指揮、部隊の陣形、兵士の武具を講じている。最も実用的な書とされている。虎の巻の語源。

第三巻
- 「豹韜」 - 特別な戦場（森林・山岳・谷間・湖水）での応用的な戦術、指揮、部隊陣形、武器防具を講じている。
- 「犬韜」 - 歩兵・騎兵・弓兵・戦車の部隊編制方法と、各兵科の訓練作法を講じている。

## 内容の特徴
寡戦の講説
『孫子』では寡戦（小勢で大勢と戦うこと）を説かないが、『六韜』では寡戦を説く部分が見られ、これが戦闘姿勢に対する違いといえる。
将軍への全権委任
『六韜』「立将篇」では、君主が戦争の全権を将に移譲する儀礼を行い、口出しさせない誓いを立たせているが、このスタイルはクラウゼヴィッツの『戦争論』と対比される。『戦争論』では、戦争は政治の一手段であり、軍はあくまで政治家の管轄下（シビリアンコントロール）とされる。『孫子』を初めとする中国兵法において、君主が軍事行動に口を出さない思想があったのは、古代中国において、政治家と軍人が未分離の状態であったためとされ、将軍が政治にも精通していたためとされる。
歩騎兵力の換算
『六韜』における用兵論の一つとして、「平坦な土地」においては、1騎に対し、歩兵8人で対抗できると記し、山間など「険しい土地」では、1騎に対し、歩兵4人で戦えると記述されており、土地柄によって歩兵で騎兵を相手にできる人数を説いている。

## 先秦の古書
『六韜』は宋代に刊行された宋刊本が通行していたが、『漢書』巻30藝文志「兵書略」にその名が見えず、『隋書』巻34経籍志「兵家」にその書名が見える。このため姚際恒は『古今偽書攷』で秦漢以降の偽作と論じている。しかし、1972年に発掘調査された銀雀山漢墓群（前漢武帝期の造営）より出土した竹簡の中に「文韜」「武韜」「虎韜」の残簡（竹簡53枚）が検出され、前漢前期の紀元前2世紀には既に流布していたことが判明した。このことから、戦国時代には成立していた可能性が高いとされる。

## 伝承
前漢創業の功臣である軍師張良が黄石公から譲り受けたといわれている書物でもある。
日本では、朝廷の書物を管理していた大江維時が10世紀初めの930年頃、唐から『六韜』『三略』および『軍勝図』（諸葛亮の八陣図）を持ちかえったが、これらの兵書を「人の耳目（じもく）を惑わすもの」とし、大江家にのみ伝え、他家に秘して、しばらくの間は広まらなかったとされる（大江家が兵書を伝えたのは、古代では天皇の勅命でやむをえずの場合）。このほか、源義経が陰陽術師の鬼一法眼から譲り受けたという伝説や、大化の改新の際に中臣鎌足が暗唱するほど読み込んでいたという言い伝えが残っている。